# 羅布·巴布考克
羅布·巴布考克（英語：Robert "Rob" Babcock，1953年—2019年5月15日），前美國國家籃球協會（NBA）體育行政主管。

## 經歷
巴布考克1987年以球探身分加入美國國家籃球協會，最初任職於丹佛金塊。後於明尼蘇達森林狼任職了12個賽季，主要職掌為球員人事主管及球探。
2004年6月7日，巴布考克被任命為多倫多暴龍總管，他的第一個操作是在2004年NBA選秀中第一輪第8順位選擇了巴西長人拉菲爾·阿勞約，然而成效不彰，使得他的經營能力遭到質疑。2004年12月17日，巴布考克將隊上明星文斯·卡特交易到新澤西網，以換來阿隆佐·莫寧、亞倫·威廉斯、艾瑞克·威廉斯和兩個首輪選秀權。只是莫寧沒為暴龍打過任何一場比賽，交易後不久就遭球隊買斷合約，轉戰邁阿密熱火，反倒成為熱火在2006年奪下總冠軍的幫手之一。
在隊上已有兩名長人克里斯·波什與拉菲爾·阿勞約的狀況下，巴布考克在2005年NBA選秀挑選了查理·维拉纽瓦，再度飽受質疑，不過维拉纽瓦新秀賽季的比賽中卻有著很穩定可靠的表現，儘管如此，暴龍隊的戰績依然低迷，2005-06賽季開始輸掉了他們的前9場比賽和前16場比賽中的15場。2006年1月26日，巴布考克遭到解雇。2014年，《多倫多星報》將巴布考克在暴龍隊的任期稱為“隊史最黑暗的日子”。
2006年巴布考克回到曾服務過的灰狼隊擔任籃球營運副總裁，直到2016年因球隊人事改組而去職。
2019年5月15日，因胰腺癌過世，享年66歲
。